# Hangor
Die Hangor (Kennung: S 131) war ein pakistanisches U-Boot der Daphné-Klasse. Die Indienststellung erfolgte 1970, die Außerdienststellung 2006. Während des Bangladesch-Krieges torpedierte die Hangor am 9. Dezember 1971 die indische Fregatte Khukri.

## Details
Die Daphné-Klasse war eine französische Schiffsklasse konventionell angetriebener U-Boote. Neben Pakistan und Frankreich setzten auch Portugal, Spanien und Südafrika diesen Typ ein.
Die Klasse wurde ab 1952 als Ergänzung zu den größeren U-Booten der Narval-Klasse entwickelt. Die Zweihüllenboote sind eine vergrößerte Weiterentwicklung der Aréthuse-Klasse. Sie besitzen keinen Torpedoraum. Alle zwölf Torpedorohre befinden sich außerhalb des Druckkörpers und sind auf See nicht nachladbar.
Zwischen 1964 und 1970 wurden elf Boote von der französischen Marine in Dienst gestellt. Der erste ausländische Abnehmer der Daphné-Klasse war Portugal, das zwischen 1967 und 1969 vier U-Boote in Dienst stellte. Die nächste ausländische Marine, die die U-Boote kaufte, war die pakistanische Marine. Pakistan stellte 1970 drei Boote der Klasse in Dienst. Die Hangor war das erste U-Boot nach dem Ende des Zweiten Weltkrieges, das in einem Kampfeinsatz ein feindliches Schiff versenkte. Während des Bangladesch-Krieges torpedierte die Hangor am 9. Dezember 1971 die indische Fregatte Khukri. Ein weiteres indisches Kriegsschiff wurde beschädigt. Bis zum heutigen Tag kam es lediglich zu einem weiteren erfolgreichen U-Boot-Einsatz gegen ein gegnerisches Schiff. Im Falklandkrieg 1982 wurde der argentinische Kreuzer General Belgrano von dem britischen Atom-U-Boot Conqueror versenkt.
1975 kaufte Pakistan ein gebrauchtes Daphné-Klasse-U-Boot von Portugal. Im Jahre 2006 wurden alle vier pakistanischen U-Boote der Klasse stillgelegt. Die im Krieg gegen Indien erfolgreiche Hangor ist als Museumsschiff öffentlich ausgestellt.